# Micromyrtus hymenonema
Micromyrtus hymenonema är en myrtenväxtart som först beskrevs av Ferdinand von Mueller, och fick sitt nu gällande namn av Charles Austin Gardner. Micromyrtus hymenonema ingår i släktet Micromyrtus och familjen myrtenväxter. Inga underarter finns listade i Catalogue of Life.